# Musola longipes
Musola longipes is een hooiwagen uit de familie Assamiidae.